# Kaspar-Hauser-Versuch
Als Kaspar-Hauser-Versuch (auch Kaspar-Hauser-Methode oder Kaspar-Hauser-Experiment) wird in der Verhaltensbiologie die Aufzucht eines Tieres („Kaspar-Hauser-Tier“) unter weitgehendem Erfahrungsentzug verstanden, insbesondere ohne Kontakt zu Artgenossen und zu anderen Tieren. ‚Totale‘ Kaspar-Hauser-Tiere sind jedoch „praktisch nicht zu erzielen, da selbst bei völlig isolierter Aufzucht im Dunkeln immer noch bestimmte Erfahrungen – zumindest mit dem eigenen Körper – möglich sind. Je nach Fragestellung werden dem Jungtier oft nur bestimmte (z. B. soziale, d. h. von Artgenossen ausgehende) Reize vorenthalten.“

## Kaspar Hauser
Die Bezeichnung Kaspar-Hauser-Versuch geht zurück auf einen bis heute geheimnisumwitterten Vorgang im Jahre 1828, als in Nürnberg ein etwa 16-jähriger, verwahrlost aussehender Junge auftauchte, der kaum reden konnte und Kaspar Hauser genannt wurde. Er machte den Eindruck eines auf dem Stand eines Kleinkindes stehen gebliebenen Jugendlichen. Die Zeitgenossen vermuteten, dass Kaspar Hauser lange Zeit einsam in einem Verlies gefangen gehalten worden sei.

## Tierversuche
Ziel von Kaspar-Hauser-Versuchen ist es, den Nachweis zu führen, welche von einem Tier gezeigten Verhaltensweisen nicht von anderen Tieren nachgeahmt werden, sondern angeboren – im Erbgut verankert – sind. Als natürliche „Kaspar-Hauser-Tiere“ wurden vor allem in der Frühzeit der ethologischen Forschung frisch aus dem Ei geschlüpfte Küken untersucht, da sie im Ei von allen visuellen und taktilen Erfahrungen abgeschnitten waren. Viele Begründer der Ethologie entstammten daher dem zoologischen Fachgebiet der Ornithologie, u. a. Oskar Heinroth, William Thorpe, Gustav Kramer und Konrad Lorenz.
Zu den umstrittensten Kaspar-Hauser-Versuchen zählen die Experimente von Harry Harlow mit jungen Rhesusaffen.

## Historische Versuche mit Menschen
Einer Geschichte von Herodot (ca. 490–424 v. Chr.) zufolge unternahm Pharao Psammetich I. (regierte 664–610 v. Chr.) in Ägypten einen Versuch, die Ursprache der Menschheit zu erfahren. Er gab einem Hirten zwei neugeborene Kinder und befahl, diese so aufzuziehen, dass sie niemals ein gesprochenes Wort vernehmen sollten. Er wollte auf diese Weise herausfinden, in welcher Sprache die Kinder zuerst ein Wort sagen würden. Nach ca. zwei Jahren streckten die Kinder bittend die Hände aus und sagten „Bekos“. Dies hieß in der Sprache der Phryger „Brot“. Der Pharao schloss daraus, dass die Phryger ein noch älteres Volk als die Ägypter wären. Herodots Geschichte ist allerdings wohl eher dem Reich der Märchen und Sagen zuzuordnen als der historischen Realität.
Das Experiment wurde im 13. Jahrhundert von dem italienischen Chronisten und Franziskaner-Mönch Salimbene von Parma verwendet, um Kaiser Friedrich II. beziehungsweise die wissenschaftlich-empirische Forschung zu verunglimpfen. Friedrich soll neugeborene Kinder isoliert haben, um die Ursprache der Menschheit zu ergründen. Die Chronik von Salimbene von Parma zum Jahr 1285 berichtet, er habe herausfinden wollen, ob Kinder überhaupt sprechen lernten, wenn ihnen niemand etwas vorspreche, von dem sie lernen könnten, und wenn ja, welche Sprache sie sich dann aneigneten. Friedrichs Vermutung sei in Richtung des Hebräischen als ältester Sprache gegangen, aber auch Griechisch, Latein oder Arabisch habe er für möglich gehalten. Um das herauszufinden, habe der Kaiser Neugeborene in einen Turm bringen lassen. Dort hätten die Ammen und Pflegerinnen ihnen Milch geben, sie stillen, baden und trockenlegen dürfen, aber auf keinen Fall sie liebkosen oder mit ihnen sprechen. Keines der Kinder soll überlebt haben.
Auch von Jakob IV. von Schottland und dem Großmogul Jalaluddin Muhammad Akbar wurde behauptet, dass sie ähnliche Experimente durchgeführt hätten, Jakob mit dem von ihm erwarteten Resultat, dass zwei auf eine einsame Insel geschickte Kinder bei ihrer Rückkehr perfekt Hebräisch gesprochen hätten.

## Belege
1. ↑  Eintrag Kaspar Hauser experiment auf oxfordreference.com von Oxford University Press.
2. ↑  Klaus Immelmann: Grzimeks Tierleben. Sonderband Verhaltensforschung. Kindler, Zürich 1974, S. 629.
3. ↑  Monika Schmitz-Emans: Fragen nach Kaspar Hauser, S. 9.
4. ↑  Siehe dazu: Die Liebe, der Forscher, das Stofftier. (Memento vom 3. Mai 2012 im Internet Archive) Von Deborah Blum. Im Original publiziert in nzzfolio.ch, Nr. 8/2003.
5. ↑  Herodot: Historien. Buch II. 2
6. ↑  siehe auch Monika Schmitz-Emans: Fragen nach Kaspar Hauser, S. 98.
7. ↑  Wolfgang Stürner: Friedrich II. Teil 2: Der Kaiser 1220–1250. Primus-Verlag, Darmstadt 2000, ISBN 3-89678-025-5, S. 449.
8. ↑  Waisenkinderversuche. In: Lexikon der Psychologie. Spektrum.de, abgerufen am 19. April 2022.
9. ↑  Hubert Houben: Kaiser Friedrich II. (1194–1250). Herrscher, Mensch, Mythos. Stuttgart 2008, S. 144 f.
10. ↑  Wo das Lächeln erstirbt. Folge IV: Verkümmert in Säuglingsheimen. (Memento vom 30. Oktober 2019 im Internet Archive). Von Erwin Lausch. Im Original publiziert auf zeit.de vom 9. November 1973.
11. ↑  Rolf Oerter, Leo Montada (Hrsg.): Entwicklungspsychologie. 6. Auflage, Beltz PVU Verlag, Weinheim/Basel 2008, ISBN 978-3-621-27607-8.
12. ↑  Reto U. Schneider: Dieser Versuch macht sprachlos. Neue Zürcher Zeitung, 30. Juli 2014, abgerufen am 19. April 2022.